# Dayah Reubee
Dayah Reubee is een bestuurslaag in het regentschap Pidie van de provincie Atjeh, Indonesië. Dayah Reubee telt 274 inwoners (volkstelling 2010).